# عكيم (لودر)

تعديل مصدري - تعديل

عكيم هي إحدى قرى عزلة زارة بمديرية لودر التابعة لمحافظة أبين، بلغ تعداد سكانها 71 نسمة حسب تعداد اليمن لعام 2004.